# Thái
Thái (dosł. „Tajowie”) – jedna z oficjalnie uznanych mniejszości narodowych Wietnamu. Obejmuje łącznie tzw. Białych i Czarnych Tajów. Inne ludy posługujące się językami tajskimi zaliczane są w Wietnamie do mniejszości Tày lub Nùng.